# Kaohsiung
Kaohsiung (高雄S, GāoxióngP, Kao-hsiungW) è la seconda città per grandezza di Taiwan, con una popolazione stimata intorno ai 2 770 000 abitanti, divisi negli undici distretti.

## Storia
Kaohsiung è il centro più importante per la manifattura, la raffinazione ed i trasporti della nazione. Il tasso d'inquinamento è alto data la presenza massiccia di industrie. Kaohsiung è inoltre il centro portuale del paese che si occupa di export (alluminio, legname, carta, fertilizzanti, cemento, metalli, macchinari e navi). Il suo porto è sceso al dodicesimo posto in ordine di grandezza al mondo (dati MOTC 2009), dopo aver occupato la terza posizione nel corso degli anni '80. Kaohsiung è il centro dell'industria navale di Taiwan, nonché il quartier generale della marina militare taiwanese.
Kaohsiung ha ospitato i World Games del 2009, un evento multisportivo che includeva sport non facenti parti dei Giochi olimpici. La città è dotata della stazione terminale della linea ad alta velocità che la collega, anche con treni diretti, a Taipei. Ci sono anche 2 linee di metropolitana molto moderne, dotate di 38 stazioni di cui si progetta l'ampliamento, che garantisce una buona possibilità di movimento in città, e che appunto collegano la stazione dei treni ed anche l'aeroporto internazionale di Kaohsiung.
Il 31 luglio 2014, una serie di esplosioni di gas avvennero nei distretti di Qianzhen e Lingya, uccidendo 31 persone e ferendone oltre 300. Cinque strade vennero distrutte in un'area di quasi 20 chilometri quadrati vicino al centro della città. È la più grande esplosione di gas nella storia moderna di Taiwan.

## Suddivisioni

Mappa che rappresenta la densità di popolazione di Kaohsiung

Kaohsiung è divisa in 38 distretti (區) a loro volta divisi in villaggi (里) (in totale 651); ogni villaggio è suddiviso in vicinati (鄰, in totale 15.584).
Nota: Per l'inconsistenza del Sistema di romanizzazione di Taiwan. Questa tabella è stata fatta in una forma ordinabile, contiene sia lo Hanyu Pinyin (lo standard ufficiale del Governo centrale di ROC), sia il Tongyong Pinyin (lo standard ufficiale del governo della città di Kaohsiung). The major order of districts referred to the code of administrative area. 
| Numero | Hanyu    | Tongyong | Pe̍h-ōe-jī    | Cinese   | Area (km²) | Numero di villaggi | Popolazione (2010) |
| ------ | -------- | -------- | ------------ | -------- | ---------- | ------------------ | ------------------ |
| 1      | Yancheng | Yancheng | Iâm-tiâⁿ     | 鹽埕區   | 1.4161     | 21                 | 27,651             |
| 2      | Gushan   | Gushan   | Kó͘-san       | 鼓山區   | 14.7458    | 38                 | 129,521            |
| 3      | Zuoying  | Zuoying  | Chó-iâⁿ      | 左營區   | 19.3888    | 44                 | 189,944            |
| 4      | Nanzi    | Nanzih   | Lâm-chú      | 楠梓區   | 25.8276    | 37                 | 171,906            |
| 5      | Sanmin   | Sanmin   | Sam-bîn      | 三民區   | 19.7866    | 88                 | 355,097            |
| 6      | Xinxing  | Sinsing  | Sin-heng     | 新興區   | 1.9764     | 32                 | 55,744             |
| 7      | Qianjin  | Cianjin  | Chiân-kim    | 前金區   | 1.8573     | 20                 | 29,208             |
| 8      | Lingya   | Lingya   | Lêng-ngá     | 苓雅區   | 8.1522     | 69                 | 185,021            |
| 9      | Qianzhen | Cianjhen | Chiân-tìn    | 前鎮區   | 19.1207    | 61                 | 199,951            |
| 10     | Qijin    | Cijin    | Kî-tin       | 旗津區   | 1.4639     | 13                 | 29,975             |
| 11     | Xiaogang | Siaogang | Sió-káng     | 小港區   | 39.8573    | 38                 | 153,896            |
| 12     | Fengshan | Fongshan | Hōng-soaⁿ    | 鳳山區   | 26.7590    | 78                 | 339,952            |
| 13     | Linyuan  | Linyuan  | Lîm-hn̂g      | 林園區   | 32.2860    | 24                 | 70,770             |
| 14     | Daliao   | Daliao   | Toā-liâu     | 大寮區   | 71.0400    | 25                 | 109,257            |
| 15     | Dashu    | Dashu    | Toā-chhiū    | 大樹區   | 66.9811    | 18                 | 44,230             |
| 16     | Dashe    | Dashe    | Toā-siā      | 大社區   | 26.5848    | 9                  | 32,808             |
| 17     | Renwu    | Renwu    | Jîn-bú       | 仁武區   | 36.0808    | 16                 | 70,242             |
| 18     | Niaosong | Niaosong | Chiáu-chhêng | 鳥松區   | 24.5927    | 7                  | 42,135             |
| 19     | Gangshan | Gangshan | Kong-san     | 岡山區   | 47.9421    | 33                 | 97,095             |
| 20     | Qiaotou  | Ciaotou  | Kiô-thâu     | 橋頭區   | 25.9379    | 17                 | 36,284             |
| 21     | Yanchao  | Yanchao  | Iàn-châu     | 燕巢區   | 65.3950    | 11                 | 31,059             |
| 22     | Tianliao | Tianliao | Chhân-liâu   | 田寮區   | 92.6802    | 10                 | 8,325              |
| 23     | Alian    | Alian    | A-lian       | 阿蓮區   | 34.6164    | 12                 | 30,613             |
| 24     | Luzhu    | Lujhu    | Lō͘-tek       | 路竹區   | 48.4348    | 20                 | 54,137             |
| 25     | Hunei    | Hunei    | Ô͘-lāi        | 湖內區   | 20.1615    | 14                 | 28,697             |
| 26     | Qieding  | Cieding  | Ka-tiāⁿ      | 茄萣區   | 15.7624    | 15                 | 31,583             |
| 27     | Yong'an  | Yong-an  | Éng-an       | 永安區   | 22.6141    | 6                  | 14,253             |
| 28     | Mituo    | Mituo    | Mî-tô        | 彌陀區   | 14.7772    | 12                 | 20,613             |
| 29     | Ziguan   | Zihguan  | Chú-koaⁿ     | 梓官區   | 11.5967    | 15                 | 36,867             |
| 30     | Qishan   | Cishan   | Kî-san       | 旗山區   | 94.6122    | 21                 | 40,368             |
| 31     | Meinong  | Meinong  | Bi-long      | 美濃區   | 120.0316   | 19                 | 43,444             |
| 32     | Liugui   | Liouguei | La̍k-ku       | 六龜區   | 194.1584   | 12                 | 15,354             |
| 33     | Jiaxian  | Jiasian  | Kah-sian     | 甲仙區   | 124.0340   | 7                  | 7,616              |
| 34     | Shanlin  | Shanlin  | Sam-nâ       | 杉林區   | 104.0036   | 7                  | 11,102             |
| 35     | Neimen   | Neimen   | Lāi-mn̂g      | 內門區   | 95.6224    | 18                 | 16,085             |
| 36     | Maolin   | Maolin   | Bō͘-lîm       | 茂林區   | 194.0000   | 3                  | 1,850              |
| 37     | Taoyuan  | Taoyuan  | Thô-goân     | 桃源區   | 928.9800   | 8                  | 4,777              |
| 38     | Namaxia  | Namasia  | Namasia      | 那瑪夏區 | 252.9895   | 3                  | 3,457              |

Suddivisioni amministrative di Kaohsiung